# Електричне моделювання
Електри́чне моделюва́ння (рос. моделирование электрическое; англ. electrical simulation; нім. elektrische Modellierung f) — моделювання, яке ґрунтується на електрогідродинамічній аналогії. Використовується, зокрема, у підземній гідрогазомеханіці.